# بیلی کورنلیوس
بیلی کورنلیوس (انگلیسی: Billy Cornelius؛ زادهٔ ۱۸۹۸) بازیکن فوتبال اهل بریتانیا است.
از باشگاه‌هایی که در آن بازی کرده‌است می‌توان به باشگاه فوتبال اریث و بلودر اشاره کرد.